# Toon Boom Animation
Toon Boom Animation Inc. és una companyia canadenca de programari que s'especialitza en programari de producció d'animació. Fundada el 1994 i amb seu a Mont-real, Quebec, Toon Boom desenvolupa programari d'animació i storyboards per a cinema, televisió, animació web, jocs, dispositius mòbils i aplicacions de formació. El 2005, Toon Boom va ser guardonat amb un Emmy en Enginyeria.

## Descripció
La base de clients de Toon Boom va des d'estudis professionals, als animadors i a escoles particulars. Prestigiosos clients inclouen: Walt Disney, Nelvana, Warner Bros Animation,  Fox, Walking the Dog, Mercury Filmworks, Xina Central Television, Toonz Índia Ltd, eMation, Rough Draft Korea, Alphanim, 2D3D Animacions, Imira Entertainment i enarmonía.
L'any 2006, la Federació d'IT de Quebec (FIQ) va concedir un OCTAS 2006 en Multimèdia - categoria educativa i cultural del sector - a Toon Boom Studio. El 2007, FIQ va atorgar un OCTAS 2007 en la categoria d'Innovació Tecnològica, per Toon Boom Storyboard Pro. Un any després, se li va concedir a Flip Boom un premi Gold Choice i un nou premi de Mitjans a l'Excel·lència del Canadà en la categoria Infantil. L'any 2009, Flip Boom va ser seleccionada com Elecció de l'Editor Technology Review del prestigiós premi Infantil de l'excel·lència en el disseny. El 2010, Flip Boom All-Star va ser concedida amb un premi Parents Choice Silver, el Premi Nappa Honors i el Premi de Tecnologia i Aprenentatge d'Excel·lència. El 2011, Toon Boom va guanyar el Premi HSBC International Business a la categoria de petites i mitjanes empreses. L'any 2012, Frost & Sullivan va concedir a Toon Boom el Global Animation Software empresa emprenedora de l'any.

## Productes
- Toon Boom Studio - Aquest programari Toon Boom està destinat als usuaris domèstics i les persones, més que estudis professionals d'animació.
- Toon Boom Animate - Aquest programari Toon Boom està dirigit a professionals de l'animació, estudis boutique, estudiants i educadors. Conté algunes de les característiques de Toon Boom Digital Pro, però s'ha fixat en un preu al consumidor. També compta amb un personal Learning Edition gratis.
- Toon Boom Animate Pro (abans Toon Boom Digital Pro) - Aquest programari Toon Boom està dirigit a estudis d'animació i autònoms, que es descriu com " el programari d'animació més complet per als professionals, que ofereix contingut per la tècnica de creació, animació i jocs d'eines de composició ".
- Toon Boom Opus (abans USAnimation)[1] - Aquest programari Toon Boom és d'ús comú en la indústria de l'animació tradicional del cinema i la TV. Aquest programari conté totes les eines necessàries per gestionar els fluxos de treball d'animació tradicional, de l'anàlisi de la composició i la integració 2D/3D. El seu sistema de base de dades centralitzada permet l'intercanvi d'actius entre les escenes i permet que la càrrega de treball sigui compartida de manera eficient a través d'un estudi o fins i tot entre els estudis.  A l'abril de 2008, Toon Boom Opus es va abandonar.
- Toon Boom Harmony (abans Toon Boom Symphony) - Igual que l'Opus, aquest programari es basa en un sistema de base de dades centralitzada i s'utilitza en la indústria de la televisió i el cinema d'animació. Conté totes les característiques de l'Opus i compta amb eines addicionals que es poden utilitzar per a l'estil d'animació cut-out. Aquestes eines inclouen línies de llapis amb textures, l'eina de deformació, el morphing, cinemàtica inversa, partícules i la integració 2D-3D. Harmony també es pot utilitzar com una solució d'animació sense paper, dibuix de l'animació directament en el programari, utilitzant una tauleta gràfica. Harmony està disponible com llicència de xarxa o autònoma.
- Toon Boom Pencil Check Pro - Un programari en estat de proves.
- Toon Boom Storyboard - Aquest programari s'utilitza per crear guions gràfics que es poden imprimir.
- Toon Boom Storyboard Pro - Com Storyboard, aquest programari s'utilitza per crear storyboards. A més de les característiques de guió gràfic, la versió Pro té eines per crear animatics i es pot integrar usant Opus, Harmony o Animate Pro.
- Toon Boom Storyboard Pro 3D - Basant-se en Storyboard Pro, aquest programa s'utilitza per crear guions gràfics combinats amb actius en 3D de Maya. A més de les característiques Storyboard Pro, la versió 3D Pro té eines per importar i manipular objectes en 3D (suports FBX, OBJ, formats OSB), per establir una càmera de vol 3D.
- Flip Boom Cartoon - Part de Toon Boom Fun, es tracta d'un programari d'animació de nivell inicial, fet per aprendre els principis de l'animació (dibuixar, afegir marcs, reproducció)
- Flip Boom All-Star - Part de Toon Boom Fun, es tracta d'un programari d'animació per a adolescents dissenyats perquè puguin comunicar-se amb animació (imatges digitals d'importació, arxius MP3 i pujar directament a YouTube, Facebook i iTunes)
- Flipboom Lite FREE - Aquesta és la primera aplicació desenvolupada per Toon Boom per a iPad.
- Garfield's Comic Boom - Part de Toon Boom Fun, es tracta d'una tira còmica o programari de creació de disc desenvolupat amb Jim Davis. L'aplicació inclou una funció de tutorials en vídeo pel mateix Jim Davis. Les característiques principals inclouen la creació de continguts, afegint so i l'exportació directa a YouTube, Facebook i iTunes.

## Presència internacional
La comunitat Toon Boom prové a 122 països. Treballa molt a Àsia i més particularment a l'Índia, Xina, Korea i Filipines, Toon Boom també està desenvolupant nous territoris al Carib i Àfrica, especialment a Sud-àfrica i Egipte.

## Material d'aprenentatge virtual
Hi ha diversos vídeos de tutorials desenvolupats per Toon Boom i estan disponibles per aprendre el Toon Boom Studio, Storyboard Pro i la família Animate. A través del seu web, Toon Boom publica consells mensuals amb exemples dels usuaris més experts. A més, diversos usuaris avançats han desenvolupat el seu contingut per ajudar a la comunitat. Es poden trobar exemples a Toon Boom Wiki toonboomcartooning.wetpaint.com Arxivat 2013-04-26 a Wayback Machine. i a ToonBoomTutorials.com.
Tutorials addicionals es poden trobar a Toon Boom EF Tutorial! Arxivat 2009-09-29 a Wayback Machine.. Una altra sèrie de tutorials en vídeo són desenvolupats per Adam Phillips a YouTube Adam Phillips' Animate Tutorials i CartoonSmart al Vimeo CartoonSmart Tutoriales en vídeo sobre Animate.

## Adquisicions
L'any 1996, Toon Boom va comprar el negoci de desenvolupament de programari de l'estudi USAnimation.
Toon Boom ha continuat el desenvolupament del programari USAnimation, anteriorment conegut com a Toon Boom Opus, que ara es diu Toon Boom Harmony.
El 2006, Toon Boom va adquirir la companyia francesa Pegs's'Co, desenvolupadora del programari d'animació 2D de mapa de bits anomenat Pegs. Des de l'adquisició, el programari no ha estat actualitzat i ja no està en venda (s'ha substituït per Toon Boom Harmony).
L'any 2009, Toon Boom va adquirir l'empresa Cambridge Animation System, desenvolupador d'Animo.